# Vama Veche - 2 Mai (Acvatoriul litoral marin)
Rezervația marină 2 Mai – Vama Veche este o rezervație naturală amplasată în sudul litoralului românesc, între localitatea 2 Mai și Vama Veche, la granița cu Bulgaria, acoperind o suprafață de cca 5.000 ha, de-a lungul a 7 km de coastă, întinzându-se de la linia coastei și până la izobata de 40 m. Pe o suprafață relativ restrânsă, adăpostește o mare varietate de habitate și biocenoze specifice zonei marine românești, specii rare sau aflate în pericol, habitate de importanță europeană.

## Istoric
Rezervația marină 2 Mai - Vama Veche a fost înființată prin Decizia CJ Constanța 31/1980 și confirmată ca arie protejată prin Legea nr. 5/2000 privind planul de sistematizare teritorială. Prin ordinul ministrului mediului și dezvoltării durabile nr. 776/2007, privind declararea siturilor de importanță comunitară, ca parte integrantă a rețelei ecologice europene Natura 2000 în România, zona are regimul de arie naturală protejată, ca arie specială de conservare avand codul ROSCI0269. Deși este declarată arie protejată din 1980, numai în ultimii ani s-au luat măsuri de protecție efectivă.
Începând cu anul 2004, administrarea rezervației este realizată prin preluarea în custodie pe o perioadă de 5 ani, de către Institutul Național de Cercetare-Dezvoltare Marină „Grigore Antipa” din Constanța. Din anul 2011, INCDM a preluat din nou custodia acestei arii protejate, suprapusă cu situl Natura 2000 Vama Veche - 2 Mai.

## Scopul rezervației

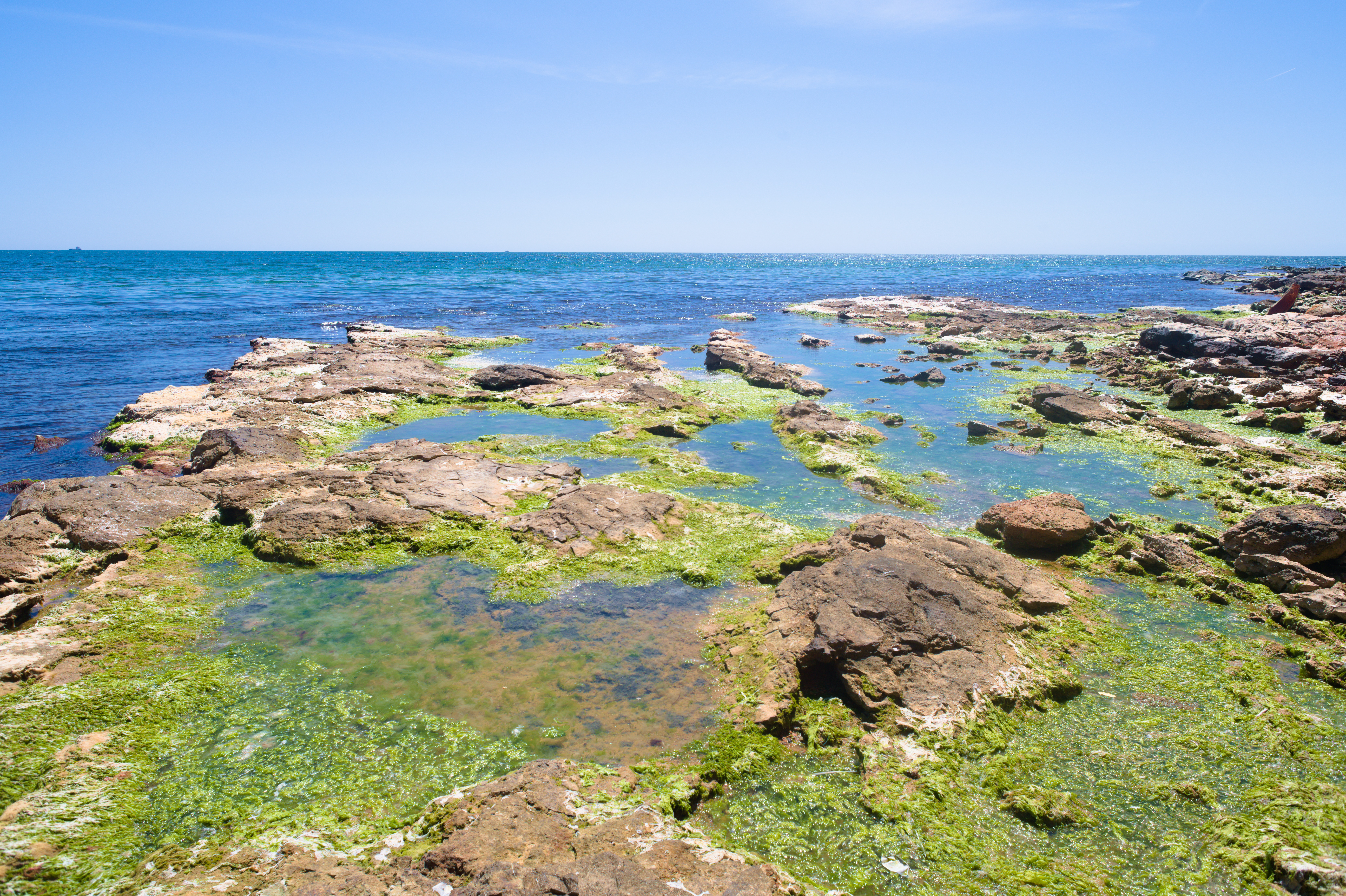
Peisaj marin pe malul Mării Negre la sud de 2 Mai

Scopul rezervației este acela de a proteja și conserva habitatele marine importante sub aspect floristic și faunistic. De asemenea, se are în vedere și protecția și conservarea peisajului marin. Managementul rezervației se face diferențiat, în funcție de caracteristicile habitatelor și speciilor existente. Pe lângă activitățile științifice, sunt permise activitățile de cercetare științifică, educaționale și recreative organizate, activitățile de scufundare, precum și unele activități de valorificare durabilă a unor resurse naturale tradiționale.

## Delimitare și zonare
Limitele rezervației marine 2 Mai - Vama Veche, corespunzătoare suprafeței de 5000 ha și
stabilite prin Legea nr. 5/2000 sunt următoarele:
- Linia nordică - este o linie imaginară, trasată pe coordonata geografică 43°47’18” lat.N care începe în localitatea 2 Mai, și se continuă în mare, sud digul șantierului naval Mangalia, la cca 100 m de acesta, pe o distanță de 9 km, în largul mării.
- Linia sudică - este reprezentată de granița cu Bulgaria, continuându-se în linie dreptă, din punctul de întâlnire a frontierei terestre cu apa mării pe o distanță de cca 9 km, în largul mării;
- Linia vestică - este reprezentată de linia țărmului, pe o distanță de cca 5,6 km, începând din sud de la granița cu Bulgaria și terminându-se în nord, sud digul șantierului naval Mangalia, la cca 100 m de acesta, în localitatea 2 Mai;
- Linia estică - este linia imaginară, aproximativ paralelă cu linia țărmului, la o distanță de cca 9 km de mal, pe coordonata geografică 28°41’30” long.E, până la izobata de cca 40 m.[4]

Pentru realizarea unui management eficient, în corelație cu principiile conservării naturii și cu 
aspirațiile populației locale, s-au instituit două zone:
- zona A: zonă strict-protejată, destinată exclusiv cercetării științifice, are o suprafață de 3.150 ha.
- zona B: zonă de siguranță și protecție, în care se permit anumite activități economice tradiționale, cu suprafața de 1.850 ha.

În zona A sunt permise următoarele activități: 
- desfășurarea activității Serviciului Salvamar;
- navigația, oprirea și ancorarea navelor Custodelui, Poliției de Frontieră și Marinei Militare aflate în misiune, precum și a celor cu misiuni de salvare;
- cercetarea științifică și activitatea de monitoring.

În zona B sunt permise toate activitățile specifice zonei A, precum și următoarele activități: 
- pescuitul tradițional/de subzistență al localnicilor, cu următoarele tipuri de unelte: talian, setci, paragate, năvod de plajă și undițe. Este interzisă recoltarea nevertebratelor;
- libera navigație a ambarcațiunilor pescărești tradiționale, numai cu vâsle, vele sau motor electric;
- îmbăierea și înotul, numai în perimetrul plajelor amenajate, în punctele Vama Veche și 2 Mai;
- navigația ambarcațiunilor de agrement, de cel mult 12 m lungime, numai cu vâsle, vele, motor electric sau hidrobiciclete, pescuitul sportiv, activitățile subacvatice și cele educaționale.[4]

## Obiectivele rezervației
- Studierea mediului marin într-o zonă cu un impact antropic redus;
- Menținerea interacțiunii armonioase a omului cu natura;
- Protecția habitatelor și a diversității peisajului marin subacvatic;
- Promovarea utilizării tradiționale a resurselor și a activităților în zona marină;
- Oportunități pentru recreere și turism ecologic, concomitent cu desfășurarea activităților științifice.[3]

În rezervație se găsesc aproape toate tipurile de habitate marine prezente la litoralul românesc și, de asemenea, mai mult de 250 specii de floră și faună marină. Pentru o buna protectie a acestora, INCDM impreuna cu USAMV Bucuresti au desfasurat un proiect POS Mediu, care s-a finalizat cu intocmirea si aprobarea, prin Ordin de Ministru, a noului Plan de Management al ROSCI0269 Vama Veche - 2 Mai.